# Tortuga egípcia
La tortuga egípcia (Testudo kleinmanni) és una espècie de tortuga de la família dels testudínids en greu perill d'extinció, que es distribueix per les costes d'Egipte i Líbia. Antigament més generalitzada, les seves poblacions estan disminuint. L'espècie s'ha extingit a Egipte, i l'extinció global és una amenaça imminent a menys que s'adoptin mesures per protegir aquesta espècie.

## Morfologia
Té la closca de color ocre daurat amb els escuts envoltats de negre. El plastró es caracteritza per un o dos parells de triangles foscos (semblants a la tortuga marginada, l'espècie més propera genèticament). Les plaques del plastró femoral i les abdominals estan articulades entre si. La mida màxima mitjana és d'entre 9 cm i 13 cm en mascles i femelles, té el rècord de ser la més petita de totes les tortugues del gènere Testudo, encara que filogenèticament és a prop de la més gran, la tortuga marginada.

## Revisió de la classificació

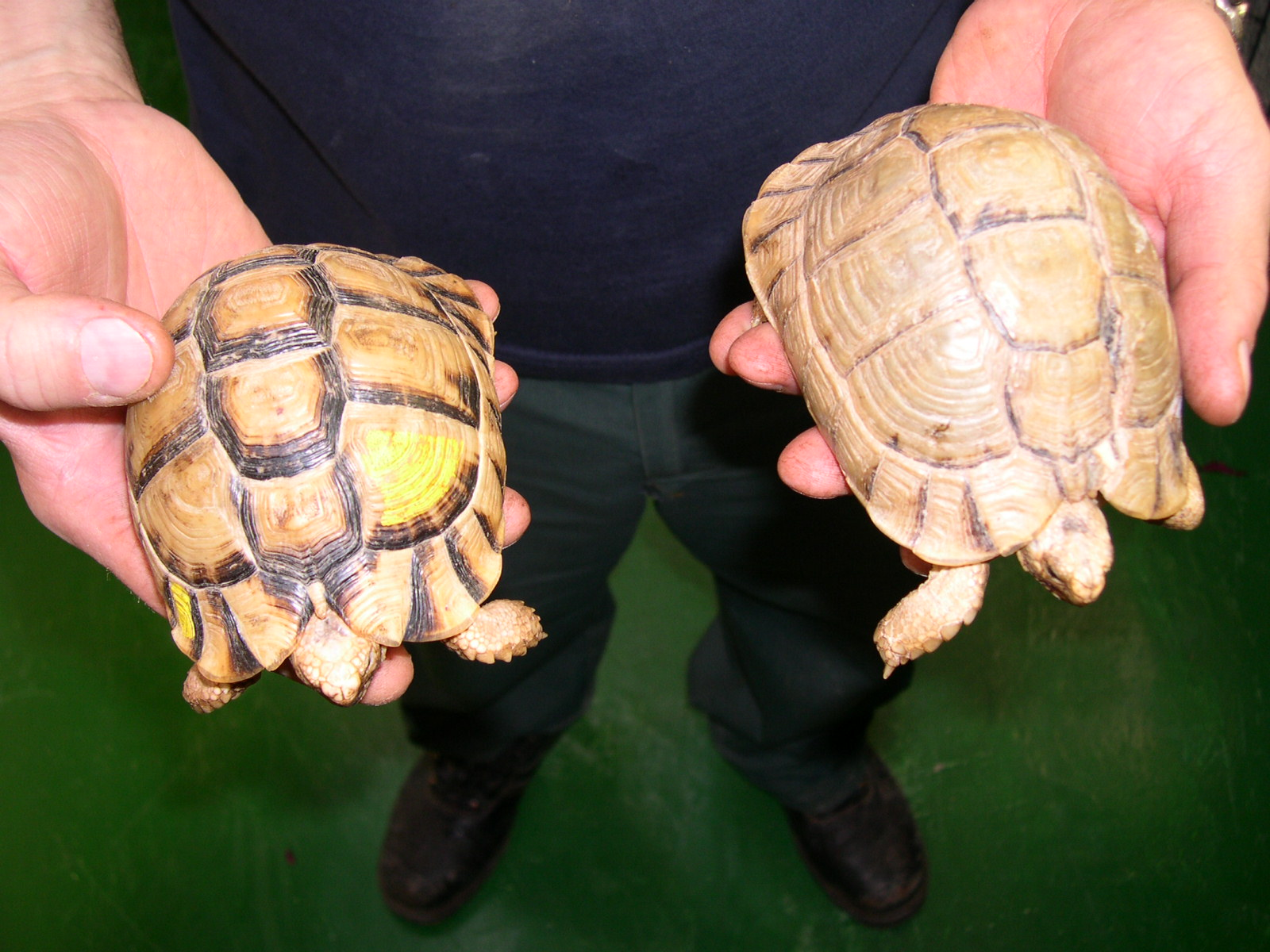
Diferenciació de la closca: T. kleinmanni (esquerra) i T. werneri (dreta).

El 2001 es va separar de T. kleinmanni la tortuga del Neguev (Testudo werneri) descrita com una espècie separada per Perälä. Aquesta nova espècie va ser rebutjada per Široký i Fritz el 2006.
En una classificació establerta segons les últimes dades moleculars i morfologia del gènere Testudo s'ha proposat canviar el nom de l'espècie Testudo kleinmanni per Chersus kleinmanni (Gmira, 1993) juntament amb Chersus marginata (tortuga marginada).
En algunes publicacions es fa referència a Pseudotestudo kleinmanni per tenir el plastró mòbil.

## Dimorfisme sexual

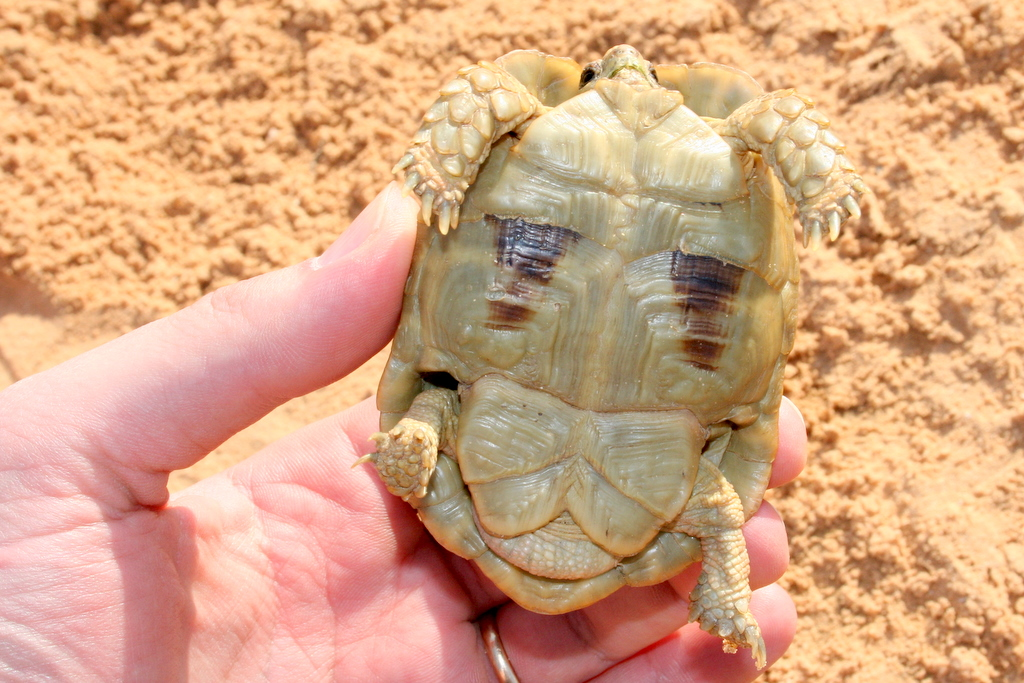
Plastró de la tortuga egípcia.

El reconeixement del sexe es porta a terme mitjançant la identificació de les característiques sexuals secundàries. Els mascles tenen una cua llarga, forta i gruixuda a la base. La femella té una cua petita i curta. L'obertura cloacal està més lluny de la base de la cua en els mascles. L'angle format per l'escut anal del plastró és molt més gran en el mascle, però l'altura del seu escut és major en la femella. L'escut supracaudal del mascle està doblegat cap avall, la femella està d'acord amb la resta de closca. Les femelles són més grosses que els mascles.

## Reproducció

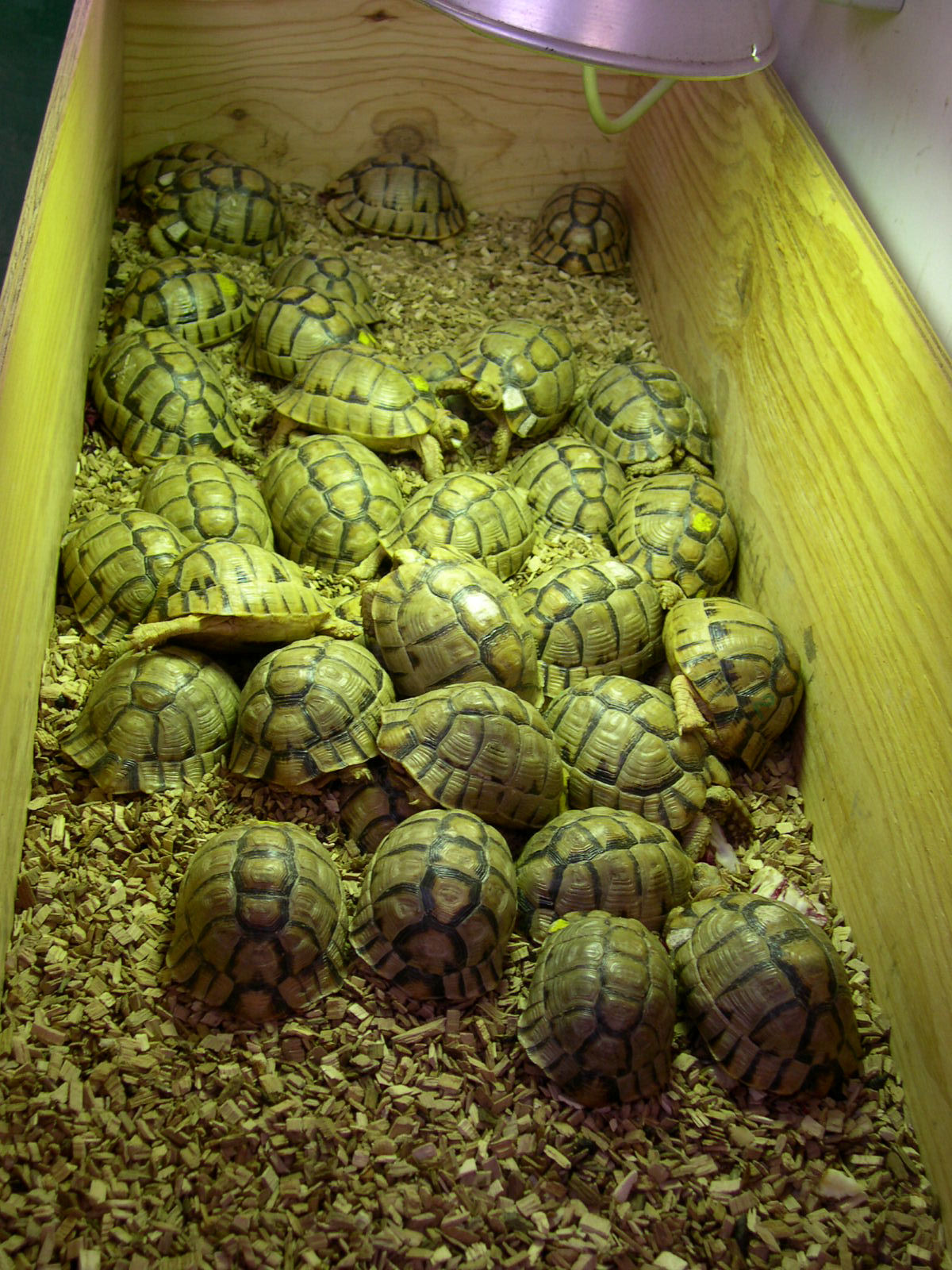
Tortugues egípcies confiscades del comerç il·legal.

El festeig del mascle comença amb un ritual que inclou persecucions, mossegades a les potes i cops al closca de la femella. El mascle es munta a la part posterior de la femella per a la còpula i aquesta vegada emeten els únics sons audibles d'aquests rèptils muts. La femella pot mantenir el semen fins a 4 anys, mantenint-lo en un òrgan especial, l'espermateca a l'oviducte.
Les espècies del gènete Testudo són ovípares. Des de finals de novembre fins a principis de maig, les femelles ponen els seus ous en forats excavats a terra amb les potes del darrere. En relació amb l'edat i la mida de la femella també pot tenir sis postes amb més de 13 ous en total. El temps d'incubació, 2 o 3 mesos, i el sexe de les cries va en relació amb la temperatura. Amb la temperatura d'incubació per sota de 32 °C hi haurà un predomini de mascles, amb la temperatura superior a 32,5 °C la majoria són femelles. En el moment de l'eclosió la cria per a trencar la closca utilitza l'anomenada "dent d'ou", un tubercle corni situat entre el nas i el maxil·lar superior destinat a desaparèixer en pocs dies. L'eclosió pot durar 48 hores i durant aquest període és totalment absorbit el sac vitel·lí.

## Alimentació
Són rèptils purament vegetarians, poques vegades mengen artròpodes i no menyspreen els cadàvers d'animals petits o els excrements. L'hàbitat es caracteritza per llargs períodes d'escasses precipitacions, de manera que mengen moltes herbes seques o fenc, riques en fibra i calci. L'accés a l'aigua es produeix principalment a través de petites gotes de la rosada del matí.

## Etologia
Les tortugues egípcies són animals ectotèrmics i per escapar de la calor abrasadora durant el dia i les baixes temperatures nocturnes al desert es refugien en forats o en caus excavats per altres animals. En aquestes coves la humitat és molt alta, i la temperatura és constant. En captivitat aquestes condicions es reprodueixen utilitzant esponges per mantenir constantment humit el terrari. Es desperta molt d'hora al matí. A la sortida de les coves, que apaga la seva set amb la rosada, s'exposen breument en el sol del matí per elevar la temperatura corporal i activar les funcions metabòliques. L'exposició al sol permet que els raigs de radiació ultraviolada actuen en la síntesi de la vitamina D. Després d'una recerca ràpida dels aliments, durant les hores més caloroses del dia romanen inactives, refugiades a l'ombra dels arbustos. Amb la reducció de la temperatura tornen a sortir.

## Estivació
L'estivació té el mateix valor de la hibernació metabòlica per a les espècies del gènere Testudo de la zones temperades i és una estratègia de supervivència adoptades per superar els períodes de calor extrema i sequera de l'estiu, la realitza en els caus de petits mamífers en els quals té una temperatura constant i una humitat relativa prou alta. Aquesta espècie no hiberna però passa els mesos més calorosos enterrada o en caus.

## Sentits
Les tortugues tenen un magnífica vista: són capaços de distingir formes, colors, i també reconèixer a les persones. Tenen un sentit molt clar d'orientació: si es mou uns pocs centenars de metres del territori al qual estan vinculats molt aviat tornen. Són molt sensibles a les vibracions del sòl. L'olfacte està molt ben desenvolupat i té un paper important en el reconeixement del menjar i del sexe.

## Hàbitat
L'hàbitat de la tortuga egípcia s'estén al llarg de 120 quilòmetres de la costa mediterrània de Líbia i d'Egipte. En aquesta zona hi ha poca pluja, però hi ha una alta humitat durant la nit que ve des del mar i es condensa en les temperatures fredes de la nit. Al juliol, en una sèrie d'estudis sobre la variació de la humitat en un lloc on havia estat registrada la tortuga egípcia, va ser detectada una humitat relativa del 95% a les 24:00, 78% a les 04:00, el 63% a les 8:00, i el 38% a les 14:00.

## Conservació

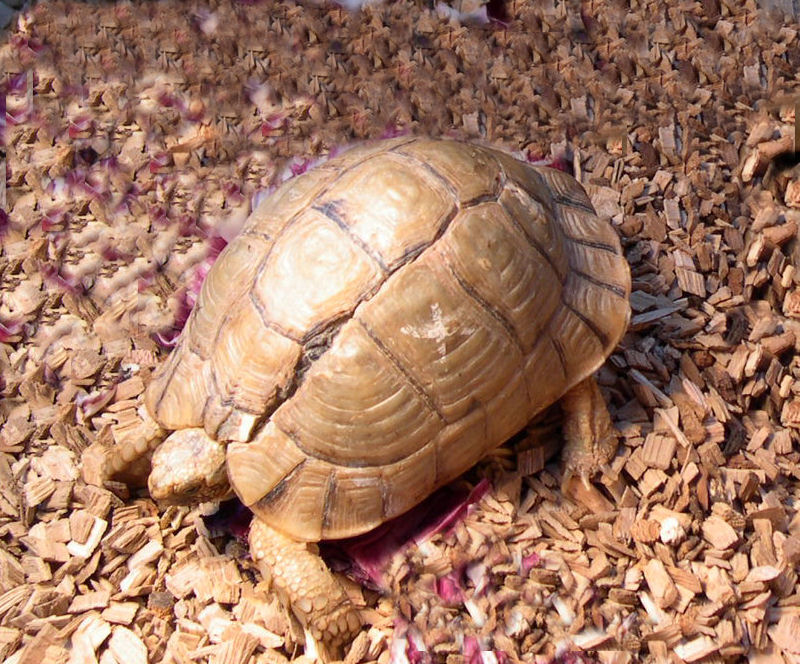
Tortuga egípcia amb la closca fracturada per culpa del transport del comerç il·legal.

És una espècie en greu perill d'extinció en el seu hàbitat, està extinta a Egipte, i en fort retrocés a Líbia. Fa 30 anys estava present en biòtops gairebé exclusivament de sorra d'Egipte i Líbia, i s'estenia sobre 123.610 km², actualment està present en una extensió de només 16.600 km² amb una reducció estimada del 85%, i en aquest temps la seva població ha passat de 55.600 a 7.470 exemplars, dels quals 5.000 són adults. Juntament amb la Testudo Werneri, és l'espècie del gènere Testudo més seriosament amenaçada i en perill d'extinció. Aquesta reducció es deu a una sèrie de factors antropogènics, com ara la cria d'ovelles, el tràfic d'automòbils, la destrucció del seu hàbitat, la captura indiscriminada per a la venda als turistes, per a l'exportació il·legal a Europa i la captura per als jardins privats d'Egipte. A Líbia encara queden poblacions amb un bon nombre d'exemplars, però sense canviar les actuals amenaces l'espècie pot extingir-se en els propers 20 anys. La captura com a aliment humà és marginal, ja que l'espècie és comuna en els països de  fe islàmica. L'Alcorà inclou els rèptils entre els animals immunds, que està prohibit per a ús alimentari. Al Bioparc de Roma s'està executant un projecte per a la reproducció i la reintroducció de l'espècie a Líbia. El 21 de maig de 2007 els esforços dels comissaris del projecte han portat un innegable èxit amb el naixement en captivitat dels primers 10 espècimens d'aquesta tortuga.

## Legislació
Inscrita a la Llista Vermella de la Unió Internacional per a la Conservació de la Natura (UICN), igual que totes les espècies del gènere Testudo, la tortuga egípica està inclosa a la Convenció de Washington, CITES Apèndix II des del 1975.07.01 i en l'Annex A (Reg (CE) 1332/2005) de la Unió Europea, està absolutament prohibida la captura d'exemplars salvatges a la natura i està regulada la criança i el comerç d'espècimens en captivitat.

## Curiositats
Segons una antiga creença dels beduïns, la closca de les tortugues a l'entrada de les seves tendes tenen la facultat d'espantar esperits maliciosos. Utilitzen una closca buida trobada a l'atzar en les sorres del desert i no provenen d'exemplars morts intencionalment.